# 基列耶夫斯克區

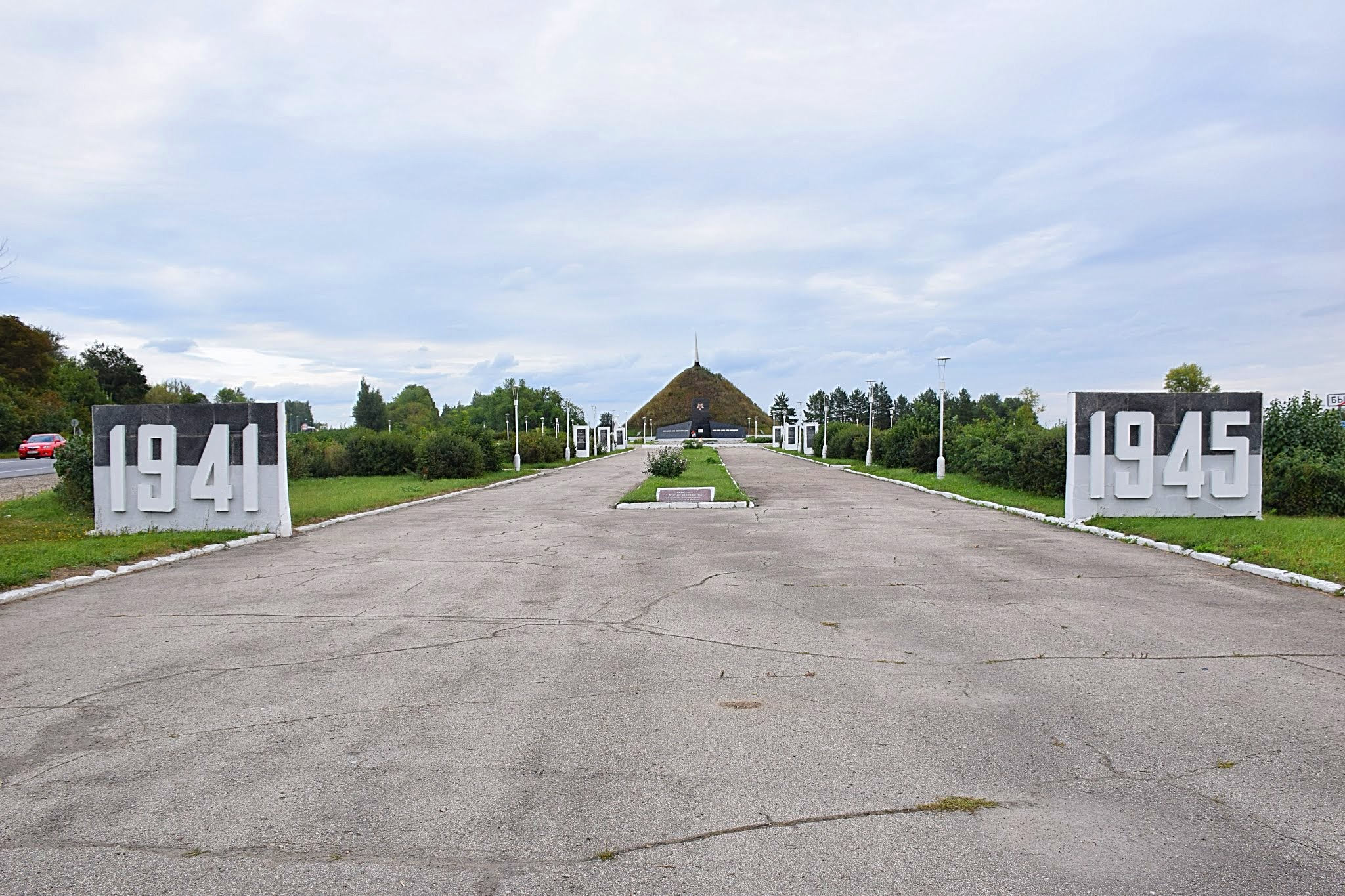

53°56′08″N 37°55′21″E / 53.93556°N 37.92250°E
基列耶夫斯克區（俄语：Киреевский район），是俄羅斯的一個區，位於該國西部，由圖拉州負責管轄，面積931平方公里，2010年該區人口75,142，人口密度每平方公里80.71人。